# Kiril Despodov
Kiril Despodov (Kresna, Municipio de Kresna, Blagóevgrad, Bulgaria, 11 de noviembre de 1996) es un futbolista búlgaro que juega delantero en el PAOK de Salónica F. C. de la Superliga de Grecia.

## Trayectoria

### Litex Lovech
Despodov se unió a la academia del Litex Lovech de su país a la edad de 12 años y fue progresando a través del sistema juvenil del club, jugando un papel importante en la consecución de la copa sub-16 de la Unión de Fútbol de Bulgaria de 2012, anotando dos goles en la final frente a Cherno More Varna.
Despodov debutó con el primer equipo bajo las órdenes de Hristo Stoichkov, a los 15 años y 183 días, en la goleada por 5-0 sobre Kaliakra Kavarna el 12 de mayo de 2012, ingresando en lugar de Svetoslav Todorov. Anotó su primer gol con el equipo el 10 de agosto de 2013, marcando el tanto final en la victoria por 5-1 de visita sobre Pirin Gotse Delchev y el 27 de noviembre de 2014, firmó su primer contrato profesional con Litex poco después de cumplir 18 y acumular alrededor de 25 partidos oficiales.
Alternó poco en el primer equipo, también colaborando con el equipo "B", sin embargo se le recuerda en Litex Lovech por ser el héroe de los cuartos de final de la Copa de Bulgaria 2015/16, donde anotó dos goles en la prórroga, que contribuyeron al triunfo por 3-0 sobre Levski Sofia.

### CSKA Sofía
El 30 de junio de 2016 llegó libre al CSKA Sofía, el equipo con más títulos en Bulgaria, debutando el 29 de julio de 2016 en la victoria por 2-0 sobre Slavia Sofia. El 11 de marzo de 2017 marcó su primer gol con el club en la victoria por 2-1 sobre Montana, anotando un mes más tarde en el Derbi Eterno de Bulgaria, convirtiendo el segundo en la goleada por 3-0 sobre Levski Sofia. A fines de ese año fue elegido como mejor jugador joven del año.
Con el CSKA, se hizo un espacio en el equipo titular, anotando 25 goles en tres temporadas, saliendo elegido como futbolista del año en Bulgaria en el año 2018. En la temporada 2018/19, en tan solo 22 partidos marcó diez goles y dio once asistencias.

### Cagliari
El 30 de enero de 2019 fue transferido al Cagliari, conjunto de la primera división italiana, firmando hasta 2023 con una opción de extender su contrato por una temporada más. CSKA no reveló el monto exacto de la negociación pero se reportó que rompió el récord de transferencia de un jugador de la primera división de Bulgaria al exterior, que ostentaba Hristo Stoichkov, cuando se fue del CSKA Sofía al Barcelona, por 4.5 millones de dólares en verano de 1990. El 10 de febrero debutó con Cagliari en la derrota por 3-0 ante Milan, ingresando en el minuto 75 en reemplazo de Artur Ioniță. Solo disputó cuatro encuentros en total con Cagliari en su primera temporada, manteniéndose en primera división.

#### Cesiones
El 2 de septiembre de 2019 fue prestado al Sturm Graz de Austria por toda la temporada 2019-20 y el 14 de septiembre debutó en la derrota por 2-0 sufrida ante LASK Linz, ingresando por Thomas Schrammel en el minuto 68. El 26 de octubre, anotó un triplete, sus primeros goles con Sturm Graz en la goleada por 4-0 de visita sobre St. Pölten.
En octubre de 2020 fue nuevamente cedido, marchándose al PFC Ludogorets Razgrad una temporada con opción de continuar posteriormente en el club de forma permanente.

## Selección nacional
Despodov es parte de la selección de fútbol de Bulgaria, con la cual ha disputado 56 partidos y ha marcado quince goles.
El 7 de febrero de 2015, Despodov realizó su primera aparición con Bulgaria, en un empate sin goles con Rumania en un amistoso no oficial, tras sustituir a Stanislav Manolev. Fue convocado nuevamente en marzo de 2017 para el partido de eliminatorias al Mundial 2018 ante Países Bajos, sin llegar a jugar. Finalmente vio acción el 23 de marzo de 2018 en un amistoso ante Bosnia y Herzegovina, reemplazando a Spas Delev, que culminó con derrota por la mínima diferencia.
El 13 de octubre de 2018, convirtió su primera anotación con el equipo nacional en la victoria por 2 a 1 ante Chipre por la Liga de las Naciones de la UEFA 2018-19.
También ha integrado las categorías sub-17, sub-19 y sub-21.

### Participación en Eurocopas
| Torneo                            | Sede    | Resultado      | Partidos | Goles |
| --------------------------------- | ------- | -------------- | -------- | ----- |
| Campeonato Europeo Sub-19 de 2014 | Hungría | Fase de grupos | 3        | 0     |

## Clubes y estadísticas
Actualizado el 1 de julio de 2020.
| Litex Lovech Bulgaria | 2011/12          | 1.ª              | 1   | 0  | 0  | 0 | 0 | 0 | 1   | 0  |
| Litex Lovech Bulgaria | 2012/13          | 1.ª              | 8   | 0  | 1  | 0 | — | — | 9   | 0  |
| Litex Lovech Bulgaria | 2013/14          | 1.ª              | 6   | 2  | 4  | 0 | — | — | 10  | 2  |
| Litex Lovech Bulgaria | 2014/15          | 1.ª              | 18  | 2  | 3  | 0 | 0 | 0 | 21  | 2  |
| Litex Lovech Bulgaria | 2015/16          | 1.ª              | 4   | 0  | 5  | 2 | 0 | 0 | 9   | 2  |
| Litex Lovech Bulgaria | Total club       | Total club       | 37  | 4  | 13 | 2 | 0 | 0 | 50  | 6  |
| Litex Lovech II Bulgaria | 2015/16          | 2.ª              | 13  | 2  | —  | — | — | — | 13  | 2  |
| Litex Lovech II Bulgaria | Total club       | Total club       | 13  | 2  | 0  | 0 | 0 | 0 | 13  | 2  |
| CSKA Sofía Bulgaria | 2016/17          | 1.ª              | 25  | 4  | 0  | 0 | — | — | 25  | 4  |
| CSKA Sofía Bulgaria | 2017/18          | 1.ª              | 30  | 8  | 3  | 3 | — | — | 33  | 11 |
| CSKA Sofía Bulgaria | 2018/19          | 1.ª              | 16  | 8  | 1  | 0 | 5 | 2 | 22  | 10 |
| CSKA Sofía Bulgaria | Total club       | Total club       | 71  | 20 | 4  | 3 | 5 | 2 | 80  | 25 |
| CSKA Sofía II Bulgaria | 2016/17          | 2.ª              | 1   | 0  | —  | — | — | — | 1   | 0  |
| CSKA Sofía II Bulgaria | Total club       | Total club       | 1   | 0  | 0  | 0 | 0 | 0 | 1   | 0  |
| Cagliari · Italia | 2018/19          | 1.ª              | 4   | 0  | 0  | 0 | — | — | 4   | 0  |
| Cagliari · Italia | Total club       | Total club       | 4   | 0  | 0  | 0 | 0 | 0 | 4   | 0  |
| Sturm Graz · Austria | 2019/20          | 1.ª              | 19  | 8  | 2  | 1 | — | — | 21  | 9  |
| Sturm Graz · Austria | Total club       | Total club       | 19  | 8  | 2  | 1 | 0 | 0 | 21  | 9  |
| Total en carrera | Total en carrera | Total en carrera | 145 | 34 | 19 | 6 | 5 | 2 | 169 | 42 |
| (1)Incluye datos de la Copa de Bulgaria (2012/13, 2013/14, 2014/15, 2015/16, 2017/18 y 2018/19) y la Copa de Austria (2019/20). (2)Incluye datos de la Liga Europa de la UEFA (2018/19). |                  |                  |     |    |    |   |   |   |     |    |

## Palmarés

### Títulos nacionales
| Título                   | Club                        | País     | Año  |
| ------------------------ | --------------------------- | -------- | ---- |
| Primera Liga de Bulgaria | P. F. C. Ludogorets Razgrad | Bulgaria | 2021 |
| Supercopa de Bulgaria    | P. F. C. Ludogorets Razgrad | Bulgaria | 2021 |
| Primera Liga de Bulgaria | P. F. C. Ludogorets Razgrad | Bulgaria | 2022 |
| Supercopa de Bulgaria    | P. F. C. Ludogorets Razgrad | Bulgaria | 2022 |
| Copa de Bulgaria         | P. F. C. Ludogorets Razgrad | Bulgaria | 2023 |
| Primera Liga de Bulgaria | P. F. C. Ludogorets Razgrad | Bulgaria | 2023 |
| Superliga de Grecia      | PAOK de Salónica F. C.      | Grecia   | 2024 |

### Distinciones individuales
| Distinción                           | Año  |
| ------------------------------------ | ---- |
| Futbolista joven del año en Bulgaria | 2017 |
| Futbolista del año en Bulgaria       | 2018 |